# Црква свете Марије у Будви
Црква свете Марије у Будви је основана 840. године, а данас је једнобродна црква са правоугаоном апсидом. Помиње се 1166. и 1346. године. Најприје је опслужују бенедиктинци, али није сигурно када су је преузели фрањевци, који се помињу у XVII вијеку.

## Положај цркве
Налази се у будванском Старом граду. Црква је постављена у правцу сјевер-југ. Овакав положај цркве је највјероватније условљен тереном.

## Грађевинске фазе
Нема података о подизању цркве свете Марије. О најстаријем дијелу ове цркве, из IX вијека, може се говорити тек након детаљнијих археолошких испитивања. Латински натпис у сјеверном зиду цркве (постављен приликом освећења цркве) по облику слова указује на другу половину XIII вијека. Јасно се издваја најстарији дио цркве, са краја XIII или почетка XIV вијека: јужни дио наоса и апсида. Ови су дјелови засвођени грубљим преломљеним сводовима. Уз овај дио су у XVII вијеку дограђени: просторије на источној, сјеверној и западној страни. Из тог времена је и звоник, у облику који има и данас.